# Forever Living Products

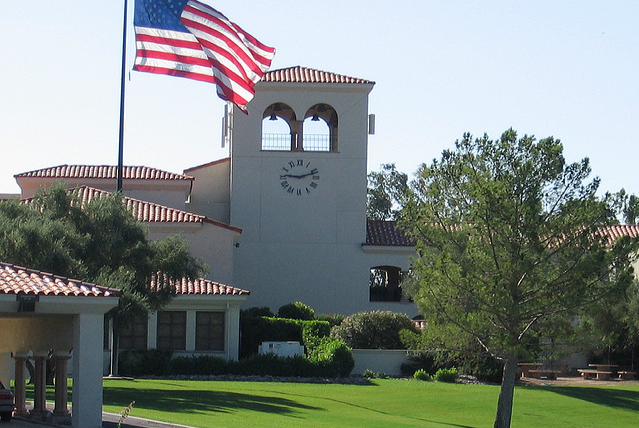
Хоум Офіс компанії «Форевер Лівінг Продактс» Скоттсдейл, Аризона, США

Форевер Лівінг Продактс (ФЛП, ФОРЕВЕР, Форевер Лівінг) (англ. Forever Living Products) — приватна компанія, що розташована в штаті Аризона, зі штаб-квартирою в Скотсдейлі, передмісті Фенікса. ФЛП одна з найбільших компаний багаторівневого (мережевого) маркетингу (МЛМ), яка спеціалізується на прямих продажах продукції з Алое вера у вигляді напоїв, косметики, засобів догляду за шкірою, гігієнічних засобів та продуктів бджільництва, натуральних дієтичних добавок в більш ніж 160 країнах світу.

##### Історія ФЛП
- Форевер Лівінг Продактс була заснована Рексом Моном[1] в 1978 році, який і по цей день є Головою ради директорів. В списку 500 найбільших приватних компаній світу 2006 року за версією журналу «Форбс» ФЛП знаходиться під номером 340[1]. У 2011 році річний товарообіг ФЛП, перевищив 3.8 мільярда доларів США. ФЛП використовує систему багаторівневого маркетингу (МЛМ), де Підприєці Форевер «FBO» виступають як незалежні підприємці, розповсюджуючи продукцію ФЛП шляхом індивідуальних та колективних презентацій.

«Алое Вера оф Америка», виробничий підрозділ ФЛП, вирощує понад 90 % від усього комерційного алоэ вера у світі. «Форевер Лівінг Продактс» є вертикально інтегрованою компанією; у власності компанії знаходяться значні площі для вирощування алое, пасічне господарство та власне виробництво. ФЛП контролює процес виробництва продукції з моменту насадження рослин до моменту продажу продукції Підприємцю Форевер.
- За перший рік роботи компанії продажі склали близько $ 1.000.000 США, за другий рік оборот молодої компанії виріс до $ 9.000.000 США, а до кінця 1981 року компанія продавала продукцію на $ 1.000.000 щодня. Це вагоме досягнення стало підтвердженням успішного вибору Рекса Мона.

Для того, щоб перевести бізнес на новий всесвітній рівень, компанія запровадила три нові стратегії:
1. Були виділені інвестиції для вирощування, стабілізації та переробки свого власного продукту, куплені плантації Алое в штаті Техас, США і придбаний завод Алое Вера оф Америка в місті Даллас, одним з головних принципів якого стала вертикальна інтеграція. Це дозволило контролювати весь процес: від рослини — до продукту — до споживача, тим самим гарантувати найвищий рівень якості та ефективності продукту.
2. Створено зручну і надійну систему виплати бонусів. Ця система стала першою в історії мережевого маркетингу. Мільйони доларів були витрачені на обладнання та створення програмного забезпечення. На створення і впровадження цієї системи було витрачено 3 роки.
3. Розширення компанії — відкрито офіси в інших країнах. Після впровадження компанії в Канаді та по всій території США, були відкриті представництва в Малайзії, Японії та Австралії. Це дало величезний ріст продажів і стало новою сходинкою розвитку компанії.

- 1981 р. ФЛП[2] почали створювати свої курорти. Курорти ФЛП ілюструють стиль життя Підприємців Форевер, які працюють з компанією, хочуть побачити світ і добре відпочити. Бізнес Форевер дозволяє людям заробляти гроші, а курорти — для задоволення весело та активно провести відпустку.
- 1983 р. Асортимент продукції продовжував збільшуватися і в 1983 році компанія Форевер Лівінг Продактс почала спільну роботу з заводом медопродуктів Робсона в м. Фінікс, Аризона, США.
- 1984 р. Продажі ФЛП досягли $ 100.000.000 США. Компанія стала виробляти такі продукти, як пилок, прополіс, маточне молочко і мед. Незабаром була випущена ціла лінія чудових біологічно-активних харчових добавок до раціону, унікальний косметичний набір по догляду за шкірою, багатоцільовий миючий засіб — МПД.
- 1992 р. Компанія розширила свої плантації на території Мексики та Карибських островів. Були закладені плантації Алое вера в Домініканській республіці. Ці плантації зараз є найбільшими плантаціями Алое в усьому світі. У 1992 році компанія ФЛП досягла рівня продажів $ 500.000.000 США. У зв'язку з цим успіхом компанія почала глобальне розширення своєї присутності в багатьох країнах. Сьогодні ФЛП працює на 6 континентах в більш ніж 150 країнах світу.
- 1998 р. Продажі продукції ФЛП досягли $ 1.000.000.000 і компанія випустила на ринок нову лінію продукції — декоративну косметику «Соня Колор Колекшн». Компанія виробляє засоби по догляду за шкірою, натуральні дієтичні добавки до раціону, засоби особистої гігієни, декоративну косметику, і незабаром стає світовим лідером у виробництві продукції на основі рослини Алое вера.
- 2000 р. Створений вебсайт foreverliving.com, що веде до розвитку нового стилю бізнесу — Інтернет-бізнесу. Сьогодні понад 40 % продажів ФЛП в Північній Америці здійснюються інтернетом. Крім того, сайт пропонує різні навчальні програми, а також дає можливість спонсорувати інтернетом. Компанія переводить свій бізнес з високорозвиненого підприємства у високо технологічно розвинений сервіс, який відкриває нові широкі можливості десяткам мільйонів Підприємцям Форевер по всьому світу.
- Товарообіг та доходи компанії та її Підприємців має стабільну динаміку щорічного росту завдяки тому, що більшість користувачів спробувавши продукцію, продовжують користуватися нею і надалі, та діляться інформацію про продукцію та бізнес-можливості з іншими людьми.[джерело?]

## Правові аспекти
У 2004 році претензії щодо продуктів Forever Living були визнані такими, що порушують ряд законів Угорщини, що стосуються реклами, реєстрації харчових продуктів та використання косметики як лікарських засобів. В результаті компанія була оштрафована на 60 мільйонів угорських форинтів (приблизно 280 000 доларів США).
У 2007 році письменник Річард Бах подав до суду на компанію за порушення авторських прав і порушення торговельної марки. У позові зазначалося, що протягом 20 років Forever Living використовувала персонаж, сюжет та авторські уривки з роману Джонатан Лівінгстон, мартин для просування свого маркетингового плану, а також використовувала кінофільм та роман як свій фірмовий логотип. Позов було задоволено шляхом арбітражу і незабаром Forever Living змінив логотип своєї компанії від мартина до орла.
У 2015 році британське Агентство по стандартам реклами розкритикувало компанію Forever Living за неправдиві заяви про користь для здоров'я її продуктів, які продавалися як ліки від різних захворювань, від діабету до хвороби Крона. Компанія також була попереджена про те, що вона не повинна використовувати медичних працівників в своїх рекламних матеріалах. Згодом британське Агентство з регулювання лікарських засобів і товарів медичного призначення почало розслідування після того, як з'ясувалося, що співробітники NHS підробляли продавцями.
У березні 2022 р. компанія ухвалила рішення зупинити свою роботу на території російської федерації, а саме весь експорт/імпорт продукції, також компанія зупинила усі грошові операції з Форевер Лівінг Продактс Раша.

## Україна
В Україні зростає кількість підприємців і товарообіг
У 2023 р. Україна отримала офіційне право на Chairman’s Bonus